# Ка Балби (Тревизо)
Ка Балби је насеље у Италији у округу Тревизо, региону Венето.
Према процени из 2011. у насељу је живело 48 становника. Насеље се налази на надморској висини од 209 м.